# Fairground Attraction
I Fairground Attraction sono stati un gruppo musicale britannico di musica pop acustica attivo dal 1987 al 1990.
Il gruppo ha lanciato la carriera di Eddi Reader ed è conosciuto soprattutto per il singolo Perfect.

## Storia del gruppo
Nel 1987 il gruppo ha firmato un contratto con la RCA Records e ha lanciato il singolo Perfect nell'aprile dell'anno seguente. Il brano ha avuto un grande successo raggiungendo il primo posto della Official Singles Chart. L'album The First of a Million Kisses, pubblicato nel maggio '88, contiene diverse sfumature di musica acustica: jazz, folk, pop e country. Esso è stato certificato disco di platino.
Nel 1989 Perfect si aggiudica il BRIT Awards 1989 come "singolo dell'anno", mentre l'album vince il premio come "miglior album".
Il gruppo affronta nel periodo successivo un tour con tappe anche negli Stati Uniti e in Giappone. Registra quindi un album live proprio in Giappone, che viene pubblicato anni dopo.
Nel settembre 1989, durante le registrazioni del secondo album, il gruppo inizia a sfaldarsi e si scioglie ufficialmente nel gennaio del 1990. Viene comunque pubblicato l'album Ay Fond Kiss. Una cover di Patsy Cline del 1957 (Walkin' After Midnight) diviene l'ultimo singolo.
L'album è rappresentato da B-side e altro materiale inedito.

## Formazione
- Eddi Reader - voce
- Mark E. Nevin - chitarre
- Simon Edwards - guitarrón
- Roy Dodds - batteria

## Discografia
Album studio
- 1988 - The First of a Million Kisses
- 1990 - Ay Fond Kiss

Singoli
- Perfect (1988)
- Find My Love (1988)
- A Smile in Whisper (1988)
- Clare (1989)
- Walkin' After Midnight (1990)

Album live
- 2003 - Kawasaki Live in Japan 02.07.89